# Proven Worldwide
Proven Worldwide è il primo album da solista del DJ Inglese Judge Jules, comprende The CD, The DVD e The MP3, su etichetta Maelstrom Records.

## Tracce audio
1. Alma Fe
2. Ordinary Day (feat. Cara Dillon)
3. So Special (Michael Woods feat. Marcella Woods)
4. Keeps On Slipping
5. Without Love (feat. Amanda O'Riordan)
6. Puesta Del Sol
7. Night You Kept Me Warm
8. Diversion
9. Keep Me Running
10. Requiem For Rascals
11. Serpent
12. Rumble

## Tracce video
1. Jules' Kitchen
2. Jules' Office
3. Jules at BBC Radio 1
4. Jules at the Hi-Fi Festival
5. Jules in Ibiza
6. Jules at the Coloursfest

## The MP3
1. Proven Worldwide mixed by Judge Jules